# Anel Ahmedhodžić
Anel Ahmedhodžić, född 26 mars 1999, är en Svensk-Bosnisk fotbollsspelare som spelar för Sheffield United. Ahmedhodžić spelar oftast som mittback men kan även flyttas upp på innermittfältet.

## Klubbkarriär
Ahmedhodžić började spela fotboll i Malmö FF som sexåring. I januari 2016 lämnade Ahmedhodžić klubben och skrev på för engelska Nottingham Forest, där han började i klubbens U18-lag. Den engelska andradivisionsklubben vann därmed kampen om bosnierns namnteckning före klubbar som Fiorentina, Atalanta, Chievo Verona och Birmingham City. Den 30 december samma år gjorde Ahmedhodžić sin debut i klubbens a-lag. I ligamötet med Newcastle United fick bosniern göra ett inhopp i den 84:e matchminuten.
Den 28 januari 2019 värvades Ahmedhodžić av Malmö FF, där han skrev på ett fyraårskontrakt. Den 1 juli 2019 lånades Ahmedhodžić ut till danska Hobro IK på ett låneavtal fram till sommaren 2020. Han spelade 19 matcher och gjorde ett mål för klubben i Superligaen 2019/2020. Den 4 januari 2020 blev Ahmedhodžić återkallad till Malmö FF.
Den 31 januari 2022 lånades Ahmedhodzic ut till franska Bordeaux på ett låneavtal över resten av säsongen 2021/2022. Den 6 februari 2022 debuterade han i Ligue 1 i en 0–5-förlust mot Reims.
Den 6 juli 2022 skrev Ahmedhodžić på ett fyraårskontrakt med Championship-klubben Sheffield United.

## Landslagskarriär
I maj 2016 var Ahmedhodžić en del av den svenska landslagstruppen som deltog i U17-EM 2016. Försvararen startade i tre av fyra matcher, när Sverige åkte ut i kvartsfinalen.
Ahmedhodžić debuterade för Sveriges landslag den 9 januari 2020 i en 1–0-vinst över Moldavien.
Den 19 augusti 2020 blev det officiellt att Ahmedhodžić valt att byta landslag till Bosnien och Hercegovina där hans föräldrar kommer ifrån.

## Meriter
Malmö FF
- Allsvenskan: 2020, 2021